# Léo Mineiro
Léo Mineiro (født 10. marts 1990) er en brasiliansk fodboldspiller, som spiller for den japanske fodboldklub Fagiano Okayama.